# Östfjället
Östfjället (Sydsamiska: Baantetjahke) är ett 1167 meter högt fjäll i Oviksfjällen, Jämtlands län. Vid Östfjällets fot ligger skidorten Gräftåvallen.